# 王女节
王女节（572年—636年），字修仪，临沂琅耶人，陳义阳王、唐江国忠惠公陈叔达之夫人，唐朝封为江国夫人。

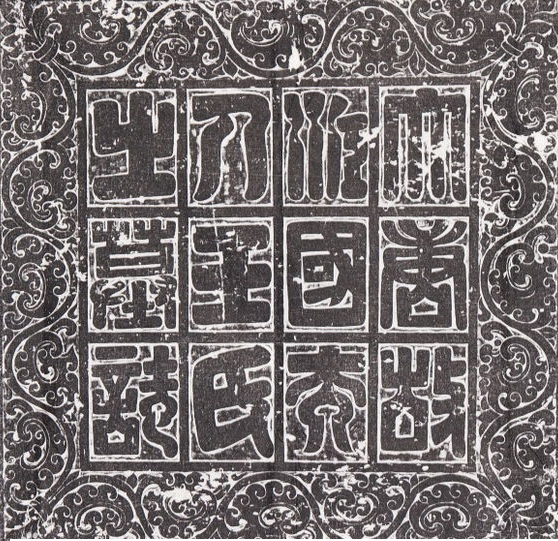
王氏墓誌蓋拓片

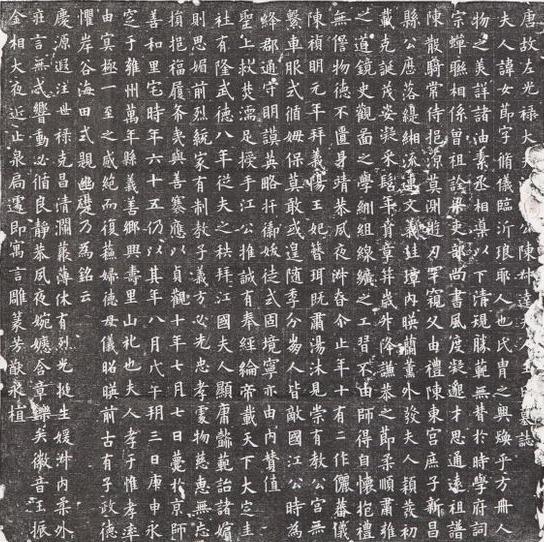
王氏墓誌文拓片

## 生平
墓志记载她是王导的后代，曾祖父王诠任梁吏部尚书；祖父王谱任陈散骑常侍；父亲王由礼任陈东宫庶子，被封为新昌县公，并有诗名，传下四首诗，今天仍可见。王女节约生于陈宣帝太建四年（572年），陈叔宝至德元年（583年）年仅十二岁时就嫁给了陈宣帝第十七子、陈叔宝的弟弟陈叔达，数年后，于祯明元年（587年）拜为义阳王妃，时年十六岁。陈朝灭亡后，都被隋朝俘虏，唐朝兴起后，因为丈夫陈叔达做了宰相，于唐高祖武德八年（625年）从夫封号拜为江国夫人，时年五十七岁。
贞观十年（636年）七月七日卒于长安善和里宅邸，时年六十五岁；同年八月戊午朔三日庚申葬于雍州万年县义善乡兴寿里某山，她的儿子陈政德请人写了墓志。
有觀點認為欧阳询與王女节家庭有來往，並為其書寫墓志。

## 子孙
- 陈政德。曾孙陈義，少府少監
- 陈玄德
  - 陈仲方，順州刺史
- 陈賢德
- 陈紹德。孙陈復，盩厔尉。陈復生陈辽

## 墓志
- 志盖 《大唐故江国夫人王氏之墓志》
- 志文 《唐故左光禄大夫、江国公陈叔达夫人王氏墓志》